# Passeport liechtensteinois
Le passeport liechtensteinois est un document de voyage international délivré aux ressortissants liechtensteinois, et qui peut aussi servir de preuve de la citoyenneté liechtensteinoise. 

## Liste des pays sans visa ou visa à l'arrivée

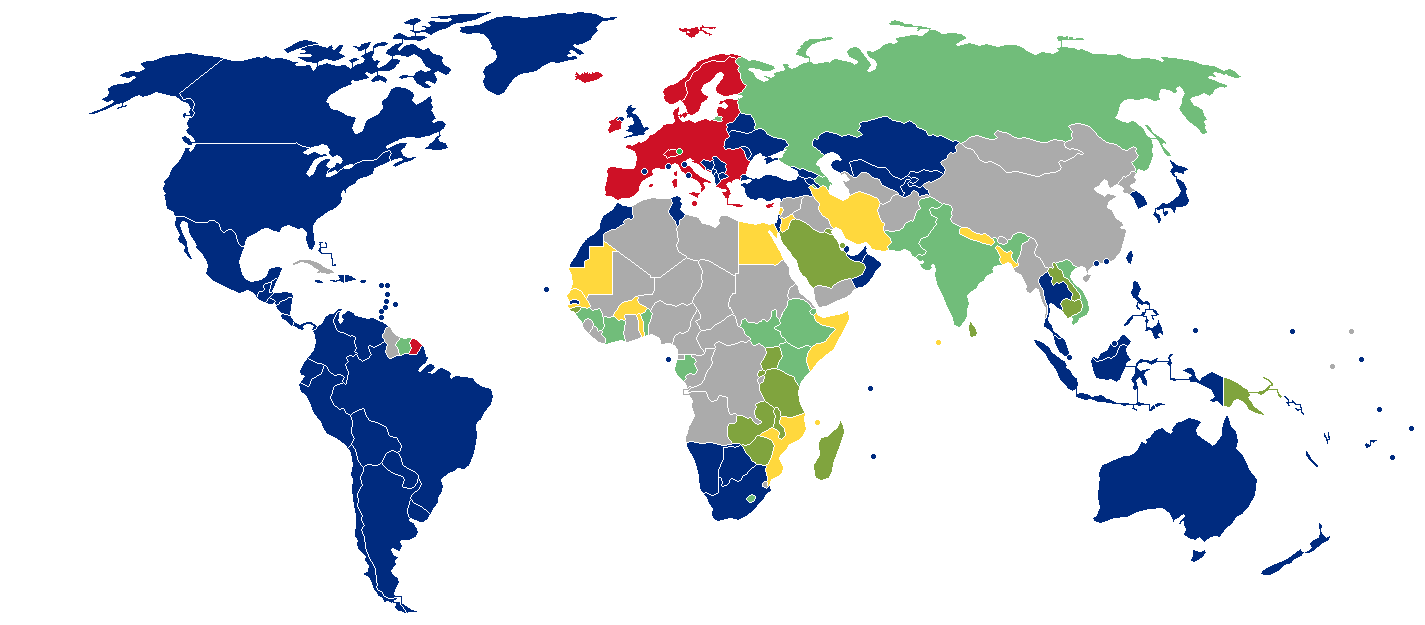
Exigences en matière de visa pour les citoyens du Liechtenstein

Entrée sans visa dans toute l'Union européenne et l'espace Schengen. Pour les autres pays, voir carte. 